# Vaccinium sparsicapillum
Vaccinium sparsicapillum är en ljungväxtart som beskrevs av Herman Otto Sleumer. Vaccinium sparsicapillum ingår i Blåbärssläktet, och familjen ljungväxter. Inga underarter finns listade i Catalogue of Life.